# Алар Карис
А̀лар Ка̀рис (на естонски: Alar Karis, [ˈɑlɑr ˈkɑris]) е естонски политик, биолог и администратор.
Роден е на 26 март 1958 година в Тарту в семейството на учен ботаник. През 1981 година завършва Естонската селскостопанска академия. От 1987 година работи в Тартуския университет, ректор е на бившата Селскостопанска академия (2003 – 2007) и на Тартуския университет (2007 – 2012). През 2013 – 2018 година ръководи сметната палата на Естония, а през 2018 – 2021 година – Естонския национален музей.
От 11 октомври 2021 година Карис е президент на Естония, избран от парламента с подкрепата на управляващите Реформистка и Центристка партия.